# Ambasaguas de Curueño
Ambasaguas de Curueño es una localidad perteneciente al municipio de Santa Colomba de Curueño, en la provincia de León, Castilla y León (España).

## Situación
Se encuentra en la confluencia de los ríos Curueño y Porma y en la antesala de la meseta, donde la orografía se suaviza y se vuelve más horizontal.

## Demografía
| 2000 |  | 2001 |  | 2002 |  | 2003 |  | 2004 |  | 2005 |  | 2006 |  | 2007 |  | 2008 |  | 2009 |  |
| 77   |  | 77   |  | 77   |  | 74   |  | 76   |  | 79   |  | 75   |  | 71   |  | 75   |  | 72   |  |
| 2010 |  | 2011 |  | 2012 |  | 2013 |  | 2014 |  | 2015 |  | 2016 |  |      |  |      |  |      |  |
| 75   |  | 80   |  | 78   |  | 76   |  | 74   |  | 75   |  | 74   |  |      |  |      |  |      |  |

## Comunicaciones
El pueblo se encuentra comunicado con la capital provincial por la N-621 y se encuentra en la CV-3141, que es la principal carretera de entrada desde la meseta a la estación de esquí de San Isidro.